# Treehouse of Horror XXI
Treehouse of Horror XXI, titulado La Casita del Horror XXI en Hispanoamérica y La Casa-Árbol del Terror XXI en España, es el cuarto episodio de la vigesimosegunda temporada de Los Simpson, emitido el 31 de octubre de 2010 en Estados Unidos por Fox. Este es el episodio número 21 de la serie de episodios especiales de Halloween, y, al igual que los demás episodios, consta de tres segmentos independientes. Las estrellas invitadas son Hugh Laurie y Daniel Radcliffe.

## Argumento
Mientras tallan calabazas, Bart toma un cuchillo y graba una sonrisa en los pantalones de Homer. Homer responde estrangulando a Bart, y Bart pone una calabaza en llamas en la cabeza de Homer. El Profesor John Frink le da la bienvenida a la audiencia y les advierte del contenido del programa, presentando un control remoto de cable digital para adelantar las escenas aterradoras. Pero después accidentalmente lo adelanta hasta el final del especial, y echándolo a perder, un avergonzado Frink usa el control remoto sobre sí mismo y adelanta su vida hasta convertirse en una pila de polvo, y cuando el aire se llevó el polvo se formó el título del episodio. Uno de los monstruos que Frink creó hace una referencia a The Office, y recuerda sus días trabajando en "Monster Mifflin".

### War and Pieces (Guerra y Piezas)
Marge, preocupada por los efectos de los videojuegos excesivamente violentos, les dice a Bart y Milhouse que jueguen alguno de los juegos de mesa clásicos en el ático. Después de rechazar a los "poco convincentes", descubren un viejo juego de mesa llamado "Satan's Path." (camino de satanás) Al jugarlo, todos los juegos rechazados vuelven a la vida convirtiendo la ciudad en un juego de mesa gigante. Lisa lee las instrucciones y dice que los dos deben superar todos los juegos para terminar Satan's Path y devolver todo a la normalidad. Milhouse muere durante el juego, pero Bart se las arregla para terminarlo, regresando todo a la normalidad (incluso devolverle a Milhouse la vida). Bart y Milhouse deciden solo jugar ahorcado pero el juego trae al ahorcado a la vida y son ahorcados por no adivinar la palabra correcta.

### Master and Cadaver (Capitán y Cadáver)
Cuando Homer y Marge zarpan en una segunda y romántica luna de miel, su tiempo juntos es interrumpido cuando rescatan a un náufrago. Presentándose a sí mismo como Roger, el náufrago explica que él era un chef en un yate llamado el Albatros, y fue desmayado después de detener un envenenamiento en el barco. Roger decide hacerles un pastel, pero Homer se convence de que Roger envenenó a los invitados en el Albatros. Él agarra el pastel de Marge y lo arroja por la ventana. Marge se enoja con Homer, pero al mirar por la ventana ve un tiburón muerto con el pastel en su boca. Homer y Marge toman las cosas en sus propias manos cuando aparentemente matan a Roger y tiran su cuerpo por la borda. Sin embargo, al encontrar el Albatros, se dan cuenta de que Roger decía la verdad y que algunos de los pasajeros aún siguen vivos. Roger aparece y explica que el tiburón que vieron había muerto por una pérdida de combustible del barco de Homer y Marge. Homer después mata a Roger, a la tripulación superviviente del Albatros, y a un pelícano, para cubrir sus pistas. Sin embargo, incapaz de soportar la culpa, Marge decide comer el pastel envenenado y muere porque no puede vivir con esto para horror de Homer. Luego se revela que la historia era producto de la imaginación de Maggie mientras tomaba su baño; y esta adquiere los rasgos de los protagonistas de La naranja Mecánica.

### Tweenlight (Entre Luces)
Lisa se enamora de un nuevo y misterioso estudiante llamado Edmund. Después de salvar a Lisa de un autobús y otros objetos semejantes, Edmund revela ser un vampiro. Lisa no se asusta y los dos forjan un romance para el disgusto de Milhouse, que se convierte en un hombre-poodle. Marge invita a Edmund y a su padre Drácula a cenar. Edmund y Lisa son avergonzados por sus padres y deciden irse. Homer y Drácula los persiguen hasta una catedral en "Dracula-la Land." Lisa quiere convertirse en vampiro, pero cambia de opinión después de darse cuenta de que tendría ocho años para siempre. Edmund dice que "la sed de sangre está con él" y tiene que morder a alguien. Edmund y su padre se reconcilian, y Homer salva a Lisa al ofrecerse en su lugar mientras los dos vampiros se sacian con él. Sin embargo, ambos mueren por el mal colesterol en la sangre de Homer mientras él se convierte en un vampiro. Transformado en un murciélago, intenta volar a casa, pero su obesidad provoca que se caiga y muera al estrellarse contra el suelo. Su cuerpo es llevado por el hombre-poodle Milhouse mientras Lisa observa disgustada.

## Producción
Treehouse of Horror XXI, salió al aire en 2010 como parte de la temporada 22, contando con un segmento que parodia la novela Crepúsculo y su adaptación al cine. Daniel Radcliffe, protagonista de la saga Harry Potter, es la estrella invitada en la serie en este segundo segmento que parodia a la saga Crepúsculo. Hugh Laurie es la estrella invitada en un segmento que parodia Dead Calm. En dos segmentos hay una parodia de The Office y otro en el que los juguetes cobran vida.